# Magdeburger Straßen/Y
Nachfolgend werden Bedeutungen und Umstände der Namengebung von Magdeburger Straßen und ihre Geschichte aufgezeigt. Aktuell gültige Straßenbezeichnungen sind in Fettschrift angegeben, nach Umbenennung oder Überbauung nicht mehr gültige Bezeichnungen in Kursivschrift. Soweit möglich werden auch bestehende oder ehemalige Institutionen, Denkmäler, besondere Bauten oder bekannte Bewohnerinnen und Bewohner aufgeführt.
Yorckstraße; Stadtteil Altstadt; PLZ 39104
Heute: Bürgelstraße
Diese Straße war nach dem preußischen Generalfeldmarschall Ludwig Graf Yorck von Wartenburg (1759–1830) benannt.
Ypernstraße; Stadtteil Stadtfeld West; PLZ 39110
Heute: Emdener Weg
Die Straße war nach der belgischen Stadt Ypern benannt, was an die dort im Ersten Weltkrieg erfolgten Schlachten erinnern sollte.